# Бражник олеандровий
Бра́жник олеа́ндровий (Daphnis nerii L.) — метелик родини бражникових, роду Daphnis Hübner, [1819]. Описаний Карлом Ліннеєм у 1758 році.

## Зовнішній вигляд
Довжина передніх крил 4,5-6,5 сантиметри. Вони вузькі з хвилястим нижнім краєм. Задні крила значно менші, з витягнутим верхом. Крила яскравого болотяного зеленого кольору зі світлими полями. Також присутні рожево-червоні та фіолетові смуги різних відтінків. Задні крила фіолетово-сірі з широкою зеленою і білою поперечними лініями на краях.
Тіло зверху оливково-зелене з білими передніми краями сегментів.

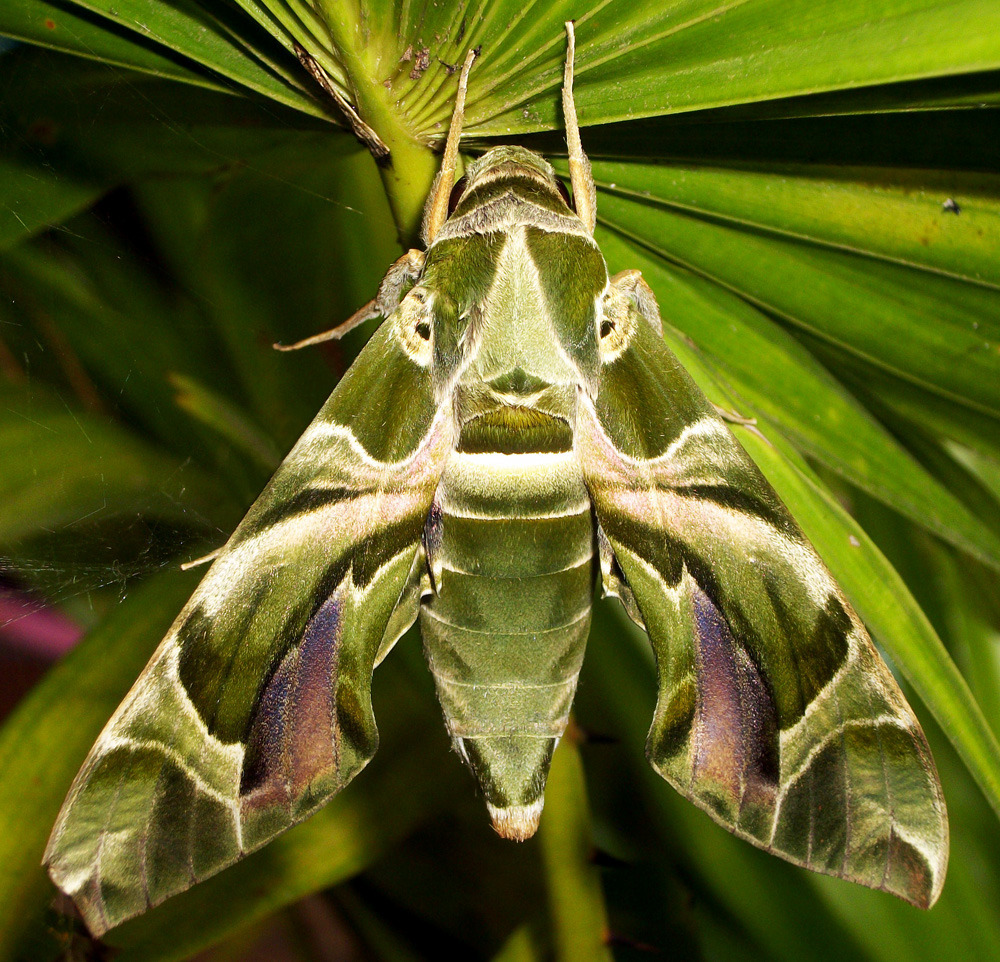
Бражник на кущі олеандру.
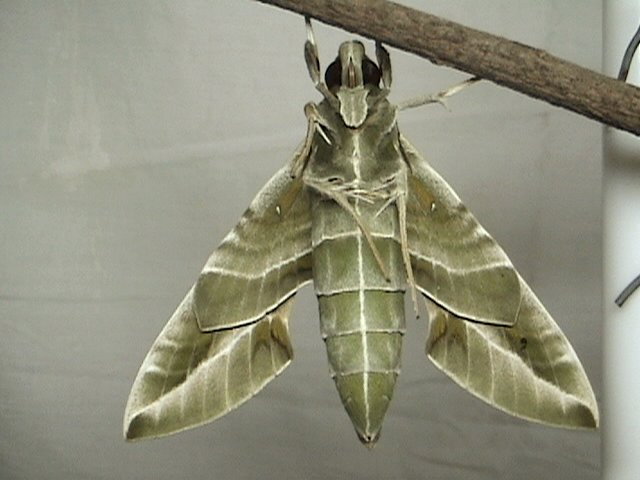
Нижній бік крил.
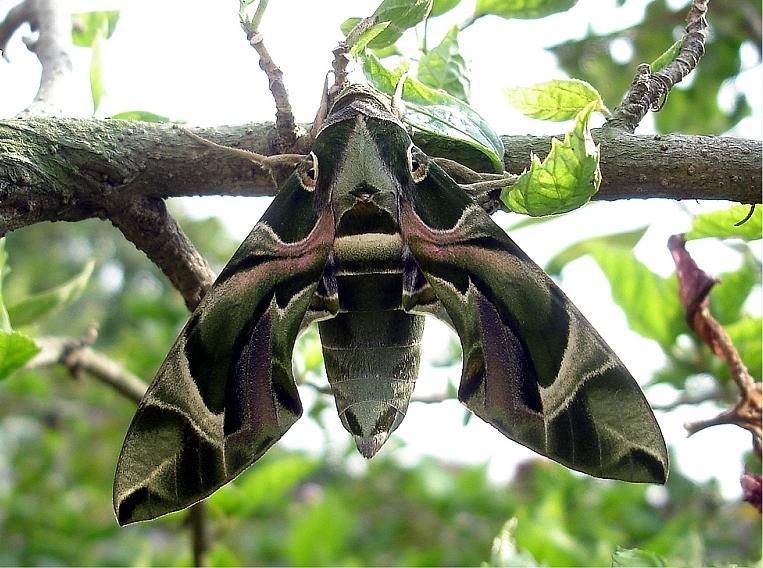
Олеандровий бражник на дереві.
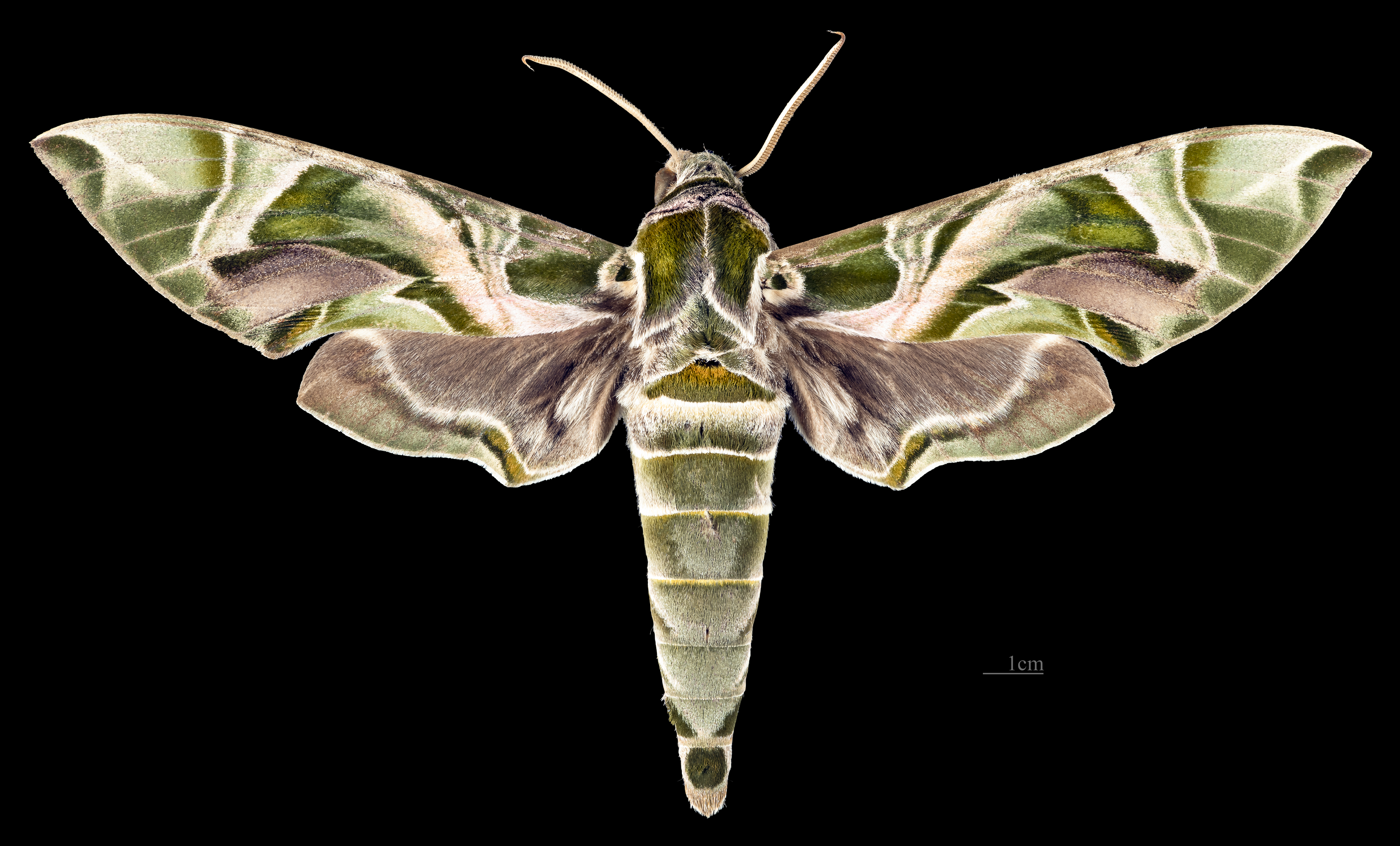
Daphnis nerii ♂
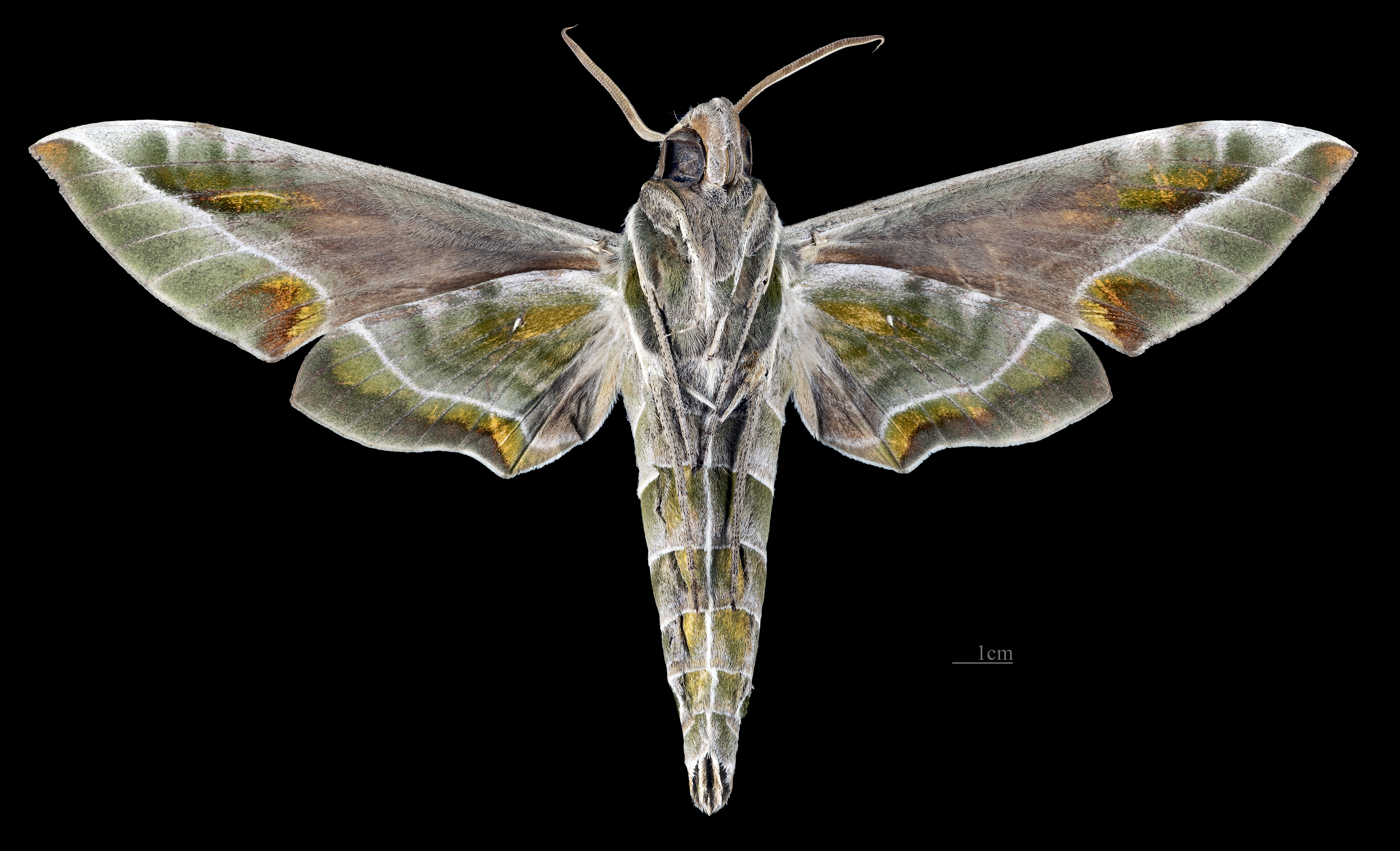
Daphnis nerii ♂  △

## Ареал та деталі розповсюдження
Бражника можна зустріти в Південній Європі, Африці, на Близькому Сході, в Індії.  У Середземномор'ї мешкає в долинах річок, водойм, які висохли, в місцях скупчення олеандру. У Центральній Європі є рідкісним видом, оскільки не є тут постійним мешканцем,  може зустрічатись у парках, де є кормова для гусені рослина. Іммігрант у теплі роки.
Північніше Альп зустрічається рідко (перших метеликів тут можна побачити в червні), а південніше навпаки — регулярно і часто.
На території України олеандровий бражник зустрічається в Криму (у місцях концентрації кущів олеандру). Можлива територія розповсюдження також Причорномор'я та Приазов'я.

## Гусінь і лялечка
Живе у серпні-вересні. Великих розмірів, зеленого кольору, крім останніх двох сегментів, які жовтуватого кольору. У рідкісних випадках може бути вся жовтуватого кольору. З четвертого по одинадцяте кільце вздовж тіла йде біла смуга. На третьому кільці два блакитних з чорним обрамленням вічка. На кінці ріг. Лялечка бурого кольору, місцями з маленькими чорними цятками. Перетворюється гусениця на лялечку зазвичай в рихлому ґрунті.
Кормові рослини: олеандр (Nerium oleander) — основна. Також: барвінок, листки винограду.

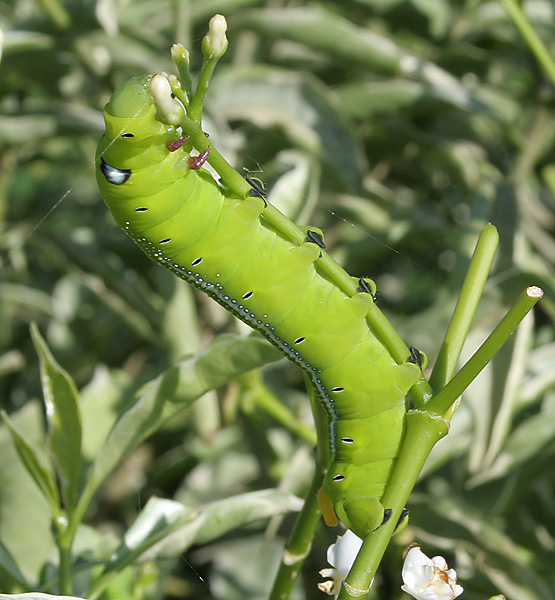
Гусінь.
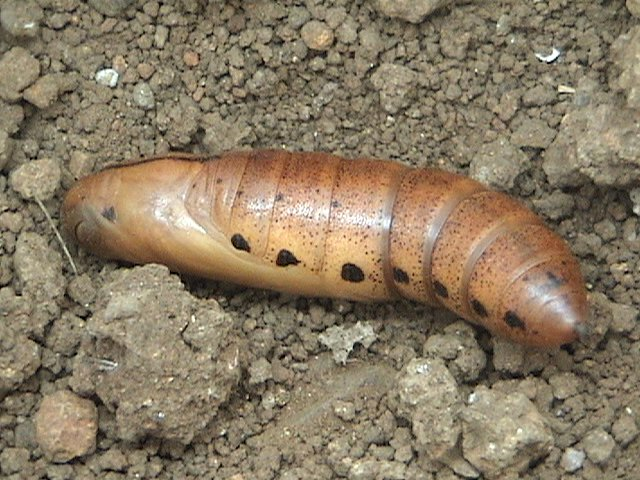
Лялечка.
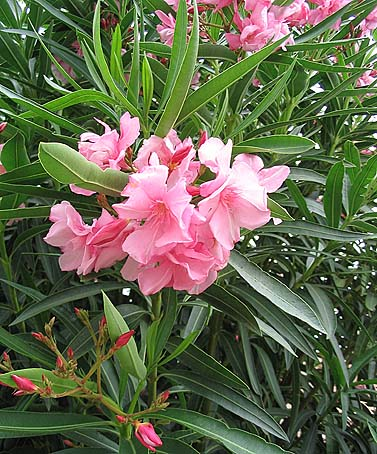
Кущ олеандру.

## Захист виду
Був занесений до Червоної книги УРСР (1980) та СРСР (1984). Був також і серед комах Червоної книги України (1994), але виключений звідти у 2009 році через відновлення його чисельності до безпечного рівня.